# Walter Santesso
Walter Santesso (Padova, 27 febbraio 1931 – Padova, 21 gennaio 2008) è stato un attore e regista italiano.

## Biografia
Nacque a Padova il 27 febbraio 1931. Attore attivo negli anni cinquanta e sessanta, viene oggi soprattutto ricordato per aver interpretato il ruolo di Paparazzo nel film La dolce vita di Federico Fellini. Ha diretto alcuni lungometraggi per ragazzi, tra cui, nel 1978, il film La carica delle patate.

## Filmografia

### Attore
- L'ultima sentenza, regia di Mario Bonnard (1951)
- Serenata amara, regia di Pino Mercanti (1952)
- I cinque dell'Adamello, regia di Pino Mercanti (1954)
- Allegro squadrone, regia di Paolo Moffa (1954)
- Canzone d'amore, regia di Giorgio Simonelli (1954)
- Il suo più grande amore, regia di Antonio Leonviola (1956)
- Classe di ferro, regia di Turi Vasile (1957)
- El Alamein, regia di Guido Malatesta (1957)
- Il cielo brucia, regia di Giuseppe Masini (1957)
- Caporale di giornata, regia di Carlo Ludovico Bragaglia (1958)
- Promesse di marinaio, regia di Turi Vasile (1958)
- Avventura a Capri, regia di Giuseppe Lipartiti (1958)
- Gambe d'oro, regia di Turi Vasile (1958)
- I mafiosi, regia di Roberto Mauri (1959)
- Il mattatore, regia di Dino Risi (1959)
- Madri pericolose, regia di Domenico Paolella (1960)
- Schiave bianche, regia di Michel Clément (1960)
- La dolce vita, regia di Federico Fellini (1960)
- L'urlo dei bolidi, regia di Leo Guarrasi (1961)
- Scano Boa, regia di Renato Dall'Ara (1961)
- Spedizione punitiva, episodio di Cronache del '22, regia di Moraldo Rossi (1962)
- L'omicida, regia di Claude Autant-Lara (1962)
- Mercanti di vergini, regia di Renato Dall'Ara (1967)

### Regista e sceneggiatore
- Eroe vagabondo (1966)
- L'importanza di avere un cavallo (1968)
- La carica delle patate (1979)
- Il cane e il gatto (1984)
- Il volo di Teo (1991)